# Koffi Dan Kowa
Koffi Dan Kowa (ur. 19 września 1989 w Akrze) – piłkarz nigerski grający na pozycji środkowego środkowego obrońcy.

## Kariera klubowa
Karierę piłkarską Dan Kowa rozpoczął w klubie Sahel SC ze stolicy kraju Niamey. W sezonie 2006/2007 zadebiutował w jego barwach w pierwszej lidze nigerskiej. W 2007 i 2009 roku wywalczył z nim mistrzostwo Nigru.
W 2010 roku Dan Kowa przeszedł z Sahel SC do tunezyjskiego klubu Espérance Zarzis. Następnie występował w: południowoafrykańskim Bidvest Wits FC, indyjskim FC Goa, Sahel SC, izraelskim Beitarze Tel Awiw Bat Jam, gruzińskim Dila Gori, izraelskim Hapoelu Nacerat Illit i ponownie w Sahel SC.

## Kariera reprezentacyjna
W reprezentacji Nigru Dan Kowa zadebiutował 31 maja 2008 roku w przegranym 0:1 meczu eliminacji do MŚ 2010 z Ugandą, rozegranym w Kampali. W 2012 roku był powołany do kadry na Puchar Narodów Afryki 2012, a w 2013 do kadry na Puchar Narodów Afryki 2013. Od 2008 do 2018 rozegrał w kadrze narodowej 61 meczów i strzelił 4 gole.